# 清风明月佳人
《清风明月佳人》，是一部2020年中国大陆古装剧，背景为宋朝，描写了宋代女词人李清照（韩再芬饰）充满传奇的一生和她一生的爱情纠葛，李清照一生创作诗词约80篇，有“人比黄花瘦”的婉约，亦有“生当做人杰”的豪迈，相比著作等的大量男性诗人、词人，李清照以区区几十篇却著称于世，流芳于今，不能不说是千百年来女界的一个传奇。本剧于2008年1月在浙江横店影视城拍摄完成。直到2020年3月31日在腾讯视频播出。

## 播出平台
| 頻道     | 所在地   | 类别     | 播映日期              | 播出時間              |
| -------- | -------- | -------- | --------------------- | --------------------- |
| 腾讯视频 | 中国大陆 | 免费     | 2020年3月31日-4月29日 | 每周二三四20点更新2集 |
| 腾讯视频 | 中国大陆 | 付费会员 | 2020年3月31日         | 全集                  |

## 主要演员
- 韩再芬 饰演 李清照
- 于　洋 饰演 赵明诚
- 马　苏 饰演 李师师
- 宗峰岩 饰演 宋徽宗
- 田子田 饰演 香　菱
- 艾　东 饰演 孟　炯
- 沈保平 饰演 李格非
- 普超英 饰演 陈　氏
- 午　马 饰演 蔡　京
- 童　瑶 饰演 蔡楚楚 (蔡京之女)
- 吕　夏 饰演 婉　儿
- 吴雨桥 饰演 郑皇后
- 刘　芳 饰演 向太后
- 姜永波 饰演 赵挺之
- 王伯人 饰演 张择端
- 贺　强 饰演 陈师道
- 李世鹏 饰演 童　虎
- 袁　珉 饰演 韩尚胄
- 张　帅 饰演 张飞卿
- 李文帅 饰演 秦　桧
- 刘大为 饰演 周邦彦
- 舒　杰 饰演 炳　坤
- 王国刚 饰演 晁补之
- 刘　洁 饰演 郭　氏
- 韩振华 饰演 童　贯